# Люн, Брюс
Лён Сиулу́н (иер. трад. 梁小龍, кант.-рус.: Лён Сиулу́н, палл.: Лян Сяолу́н, более известный как Сю-Люн Люн или Брюс Люн; род. 28 апреля 1948, Чжуншань, провинция Гуандун, Британский Гонконг) — гонконгский киноактёр и мастер боевых искусств.
В 1970-х годах Лён Сиулун вместе с Брюсом Ли (Лэй Сиулун), Джеки Чаном (Син Лун) и Ти Луном были известны в гонконгском шоу-бизнесе как «Четыре маленьких дракона» (кит. 四小龙, кант.-рус. Сэй сиу лун). В этот же период примкнул к числу подражателей Брюса Ли, сменив имя на Брюс Люн и снявшись в главной роли в фильме «Трёхногий Ли сотрясает врата ада».
В 1980-х годах обрёл популярность на исторической родине, сыграв Чень Чжэня в гонконгских телесериалах «Легендарный Фок» и «Чэнь Чжэнь». Позднее Люн ушёл из гонконгской киноиндустрии и несколько лет занимался бизнесом на материковом Китае.
В 2004 году, спустя шестнадцать лет после ухода, Брюс вернулся в большое кино ради участия в фильме Стивена Чоу «Разборки в стиле кунг-фу» в роли главного злодея — Зверя. Высокие оценки критиков и коммерческий успех картины положительно сказались на популярности и востребованности Люна, вдохнув вторую жизнь в его актёрскую карьеру.

## Биография
Родился в 1948 году в Чжуншани. Его дед, Лён Хантхаай, был китайским актёром и мастером боевых искусств, перебравшимся с семьёй из Шуньдэ в Гонконг. Его отец, Лён Иупань, был руководителем кантонской оперной труппы, в актёрский состав которой входили и два дяди — Лён Хиуфай и Лён Сиучхун. Все они также являлись мастерами боевых искусств, последний за свои выдающиеся умения получил в гонконгской киносреде прозвища «Король сальто» (кит. 筋斗王) и «Король боя» (кит. 跟斗王). Именно под его руководством Люн в 15 лет начал изучать боевые искусства (в частности, каратэ Годзю-рю и Вин Чун), и с этого же возраста стал работать каскадёром.
На протяжении 1970-х и 1980-х годов он снялся в большом количестве фильмов о боевых искусствах. Наиболее известны западному зрителю фильмы «Татуировка» Джима Келли (в котором он снялся лишь в эпизодической роли, но был постановщиком боевых сцен) и «Великолепные телохранители» Джеки Чана, ставший первым гонконгским фильмом, снятым в формате 3D. Он также известен тем, что сыграл Брюса Ли в нашумевшем, классическом для поджанра Bruceploitation, фильме — «Трёхногий Ли сотрясает врата ада».
После выхода в 1988 году фильма «Больница с привидениями» Люн ушёл из кино. Однако в 2004 году вернулся на большие экраны в роли Зверя из уся-комедии Стивена Чоу «Разборки в стиле кунг-фу» (кстати, его первая роль главного злодея). В 2007 году он снялся в роли самого себя в итальянском документальном фильме «Dragonland - L'urlo di Chen terrorizza ancora l'occidente» режиссёра Лоренцо Де Луки, интервью для которого было взято ночью на съёмках фильма «Шамо».
В 2017 году был в числе почётных гостей и одним из ведущих при объявлении победителя в номинации «Лучшая боевая хореография» на 36-й церемонии вручения Гонконгской кинопремии.

## Избранная фильмография

### Актёр
| Год  |     | Русское название                               | Оригинальное название                                     | Роль                                          |
| ---- | --- | ---------------------------------------------- | --------------------------------------------------------- | --------------------------------------------- |
| 1971 | ф   | Непобедимая восьмёрка                          | 天龍八將                                                  | прихвостень с хлыстом в руках                 |
| 1971 | ф   | Беспощадный клинок                             | 刀不留人                                                  | участник боевого состязания                   |
| 1971 | ф   | Бурная река                                    | 鬼怒川                                                    | н/д                                           |
| 1971 | ф   | Золотая печать                                 | 金印仇                                                    | бандит                                        |
| 1971 | ф   | Девушка с мечом                                | 凤飞飞                                                    | н/д                                           |
| 1971 | ф   | Девушка-отшельник                              | 钟馗娘子                                                  | головорез Чёрного Демона                      |
| 1972 | ф   | Казино                                         | 吉祥赌坊                                                  | бандит из казино                              |
| 1972 | ф   | Преследование                                  | 林冲夜奔                                                  | похититель яблок                              |
| 1972 | ф   | Императорский меченосец                        | 大内高手                                                  | бандит                                        |
| 1972 | ф   | Жёлтый убийца                                  | 黃色殺手                                                  | головорез мистера Ло                          |
| 1972 | ф   | Хапкидо                                        | 合氣道                                                    | Ху Цзя                                        |
| 1972 | ф   | Невидимый кулак                                | 饿虎狂龙                                                  | военный стажёр                                |
| 1972 | ф   | Леди-вихрь                                     | 鐵掌旋風腿                                                | бандит                                        |
| 1972 | ф   | Беглец                                         | 亡命徒                                                    | н/д                                           |
| 1972 | ф   | Молниеносный кулак                             | 霹雳拳                                                    | последователь Джин Чи (японец)                |
| 1973 | ф   | Ветер ярости                                   | 猛虎下山                                                  | человек, пытающийся убить Катаяму (в эпизоде) |
| 1973 | ф   | Один за другим                                 | 死對頭                                                    | н/д                                           |
| 1974 | ф   | Зовите меня Дракон                             | 神龍小虎闖江湖                                            | полицейский под прикрытием                    |
| 1974 | ф   | Маленький крёстный отец из Гонконга            | 香港小教父                                                | Ван Лэй, мастер кунг-фу                       |
| 1975 | ф   | Маленький супермен                             | 生龍活虎小英雄                                            | Пэн                                           |
| 1975 | ф   | Сражающийся дракон                             | 神拳飞龙                                                  | агент Интерпола                               |
| 1975 | ф   | Супермен из Гонконга                           | 香港超人大破摧花党                                        | Сяолун                                        |
| 1976 | с   | Возвращение героев Кондора                     | 神雕侠侣                                                  | Ян Кан                                        |
| 1976 | с   | Легенда о героях Кондора                       | 射雕英雄传                                                | Ян Кан                                        |
| 1977 | ф   | Трёхногий Ли сотрясает врата ада               | 李三腳威震地獄門                                          | Трёхногий Ли (Брюс Ли)                        |
| 1977 | ф   | Четыре претендента из Шаолиня                  | 黄飞鸿四大弟子                                            | Чи «Дьявольский удар»                         |
| 1977 | ф   | Нарушенная клятва                              | 破戒                                                      | Чэнь Бан                                      |
| 1977 | ф   | Карате чёрного пояса                           | 黑带空手道                                                | Се Квонг                                      |
| 1978 | ф   | Великолепные телохранители                     | 飛渡捲雲山                                                | кожевник Чён                                  |
| 1978 | ф   | Татуировка                                     | 鱷魚頭黑煞星                                              | камео                                         |
| 1978 | ф   | Разборка на экваторе                           | 過江龍獨闖虎穴                                            | н/д                                           |
| 1978 | ф   | Десять тигров Шаолиня                          | 广东十虎                                                  | Тигр Чу Тай                                   |
| 1979 | ф   | Непобедимое кунг-фу                            | 刁禽雙絕                                                  | То                                            |
| 1979 | ф   | Брюс против Железной Руки                      | 大教头与骚娘子                                            | учитель Люн                                   |
| 1979 | ф   | Кулаки, ноги и злодеи                          | 鹤拳                                                      | Ах Лэнг                                       |
| 1979 | ф   | 12 ударов                                      | 十二潭腿                                                  | Та Пьен                                       |
| 1979 | ф   | Коготь орла                                    | 疯拳癫腿                                                  | Панг                                          |
| 1980 | ф   | Современные герои                              | 江湖档案                                                  | Ах Нгау                                       |
| 1980 | ф   | История беженца                                | 阿灿正传                                                  | н/д                                           |
| 1981 | с   | Легендарный Фок                                | 大侠霍元甲                                                | Чэнь Чжэнь                                    |
| 1981 | ф   | Возвращение смертельного клинка                | 飛刀‧又見飛刀                                             | монах                                         |
| 1982 | с   | Чэнь Чжэнь                                     | 陈真                                                      | Чэнь Чжэнь                                    |
| 1982 | ф   | Глава банды                                    | 帮规                                                      | Чжан Хуа                                      |
| 1982 | ф   | Легенда о бойце                                | 霍元甲                                                    | н/д                                           |
| 1985 | ф   | Дубина восьми диаграм                          | 血戰五台山                                                | пятый брат (Минг Сау)                         |
| 1988 | ф   | Вампир против Колдуна 2                        | 殭屍復活                                                  | н/д                                           |
| 1988 | ф   | Благослови этот дом                            | 猛鬼佛跳牆                                                | Прыгающий Будда                               |
| 1988 | ф   | Больница с привидениями                        | 猛鬼医院                                                  | Тай-Хей                                       |
| 2004 | ф   | Разборки в стиле кунг-фу                       | 功夫                                                      | Зверь                                         |
| 2007 | ф   | Шамо                                           | 军鸡                                                      | Кэнсукэ Мотидзуки                             |
| 2007 | ф   | Кунгфуист                                      | 功夫无敌                                                  | дядя Йа                                       |
| 2008 | док | н/д                                            | Dragonland - L'urlo di Chen terrorizza ancora l'occidente | себя                                          |
| 2008 | ф   | Сасори                                         | 蝎子                                                      | н/д                                           |
| 2009 | ф   | Поварское кунг-фу                              | 功夫厨神                                                  | Бинг Кэи Вонг                                 |
| 2010 | с   | Джиткундо                                      | 截拳道                                                    | Брюс Ли                                       |
| 2010 | ф   | Путешествие императора                         | 龙凤店                                                    | командир Чэнь                                 |
| 2010 | ф   | Сражаться до конца! / Джентльмены              | 打擂台                                                    | Тигр (Лам Лёнсёнь)                            |
| 2010 | ф   | Ещё один ящик Пандоры                          | 越光宝盒                                                  | Зверь                                         |
| 2012 | ф   | Мастер кунг-фу                                 | 八卦宗师                                                  | даосский мастер Би Юнь                        |
| 2012 | ф   | Возрождение зомби                              | 无间罪：僵尸重生                                          | н/д                                           |
| 2012 | ф   | Ученик мастера                                 | 太极1从零开始                                             | Донг                                          |
| 2013 | ф   | Жетоны ярости                                  | 不二神探                                                  | Лю Син                                        |
| 2013 | ф   | Принцесса и семь мастеров кунг-фу              | 笑功震武林                                                | н/д                                           |
| 2013 | с   | Ип Ман                                         | 叶问                                                      | Люн Бик                                       |
| 2013 | ф   | Великий мастер                                 | 一代宗师                                                  | н/д                                           |
| 2014 | ф   | Герой реки                                     | 剑河                                                      | н/д                                           |
| 2014 | ф   | Тень Будды                                     | 神通佛影                                                  | Фан Гао Шан                                   |
| 2016 | ф   | Битва жизни и смерти                           | 生死局                                                    | Ямамото                                       |
| 2016 | ф   | Сквозь сражения                                | 永清小子之穿越古战道                                      | Да Цянъян                                     |
| 2017 | ф   | Полночное такси                                | 夜半别打的                                                | Злой дух                                      |
| 2017 | ф   | Чайный грабитель                               | 茶盗                                                      | Ван Голун                                     |
| 2018 | ф   | Непрощающий                                    | 铁血江湖之决不饶恕                                        | Гуан Юань                                     |
| 2018 | ф   | Бросающие вызов                                | 王者联盟                                                  | человек в маске                               |
| 2018 | ф   | Дом номер 7                                    | 七号公馆                                                  | Тянь Цы                                       |
| 2018 | ф   | Лига кунг-фу                                   | 功夫联盟                                                  | Цяо Шаньху                                    |
| 2019 | ф   | Сокровище всей жизни                           | 如珠如宝                                                  | дядя Дракон                                   |
| 2019 | ф   | Город кунг-фу                                  | 功夫小镇                                                  | Лао Ли                                        |
| 2020 | ф   | Демон багровых облаков: Маска асуров           | 火云邪神之修罗面具                                        | Зверь                                         |
| 2020 | ф   | Демон багровых облаков 2: Восемнадцать ладоней | 火雲邪神之降龍十八掌                                      | Зверь                                         |
| 2020 | ф   | Стоять, воры!                                  | 站住！小偷                                                | Лао Лунтоу                                    |
| 2020 | с   | Герои                                          | 大侠霍元甲                                                | Сунь У Цзи                                    |
| 2020 | ф   | Бросающие вызов 2: Короли альянса              | 王者联盟之神秘病毒                                        | Ду Каао                                       |
| 2020 | ф   | Сильный удар                                   | 硬击                                                      | старик                                        |
| 2020 | ф   | Каскадёры                                      | 龙虎武师                                                  | себя                                          |
| 2021 | с   | Легендарный отель                              | 大饭店传奇                                                | Се Шэнь                                       |
| 2021 | ф   | Сумасшедший кулак                              | 疯狂的拳头                                                | учитель                                       |
| 2021 | ф   | Русалочье племя Южного моря                    | 南海鲛人                                                  | Лао Яньцян                                    |
| 2023 | док | н/д                                            | Enter the Clones of Bruce                                 | себя                                          |

### За кадром
| Год  |   | Русское название                    | Оригинальное название | Роль                               |
| ---- | - | ----------------------------------- | --------------------- | ---------------------------------- |
| 1972 | ф | Преследование                       | 林冲夜奔              | постановщик боевых сцен            |
| 1972 | ф | Невидимый кулак                     | 饿虎狂龙              | постановщик боевых сцен            |
| 1972 | ф | Жёлтый убийца                       | 黃色殺手              | постановщик боевых сцен            |
| 1973 | ф | Один за другим                      | 死對頭                | ассистент постановщика боевых сцен |
| 1973 | ф | Собрание героев                     | 赶尽杀绝              | ассистент постановщика боевых сцен |
| 1973 | ф | Семь к одному                       | 女英雄飞车夺宝        | ассистент постановщика боевых сцен |
| 1973 | ф | Ветер ярости                        | 猛虎下山              | постановщик боевых сцен            |
| 1974 | ф | Зовите меня Дракон                  | 神龍小虎闖江湖        | постановщик боевых сцен            |
| 1974 | ф | Маленький крёстный отец из Гонконга | 香港小教父            | постановщик боевых сцен            |
| 1975 | ф | Супермен из Гонконга                | 香港超人大破摧花党    | постановщик боевых сцен            |
| 1975 | ф | Маленький супермен                  | 生龍活虎小英雄        | постановщик боевых сцен            |
| 1977 | ф | Карате чёрного пояса                | 黑带空手道            | постановщик боевых сцен            |
| 1977 | ф | Трёхногий Ли сотрясает врата ада    | 李三腳威震地獄門      | постановщик боевых сцен            |
| 1978 | ф | Татуировка                          | 鱷魚頭黑煞星          | постановщик боевых сцен            |
| 1979 | ф | Кулаки, ноги и злодеи               | 鹤拳                  | постановщик боевых сцен            |
| 1979 | ф | Непобедимое кунг-фу                 | 刁禽雙絕              | постановщик боевых сцен            |
| 1979 | ф | Брюс против Железной Руки           | 大教头与骚娘子        | постановщик боевых сцен            |
| 1979 | ф | 12 ударов                           | 十二潭腿              | постановщик боевых сцен            |
| 1980 | ф | История беженца                     | 阿灿正传              | постановщик боевых сцен            |
| 1985 | ф | Дубина восьми диаграм               | 血戰五台山            | постановщик боевых сцен            |
| 1987 | ф | Богат и знаменит                    | 江湖情                | постановщик боевых сцен            |
| 1987 | ф | Богат и знаменит 2                  | 英雄好汉              | постановщик боевых сцен            |
| 1988 | ф | Вампир против Колдуна               | 殭屍鬥巫師            | режиссёр                           |
| 1988 | ф | Вампир против Колдуна 2             | 殭屍復活              | режиссёр                           |
| 1988 | ф | Благослови этот дом                 | 猛鬼佛跳牆            | постановщик боевых сцен            |

### Награды
- 1976, 1983 — вошёл в «Десятку лучших актёров Гонконга»[кит.] по версии издания Wah Kiu Yat Po[англ.][комм. 1][15].
- 2007 — «Всемирная церемония китайского кунг-фу» — премия «Лучший актёр боевика»[комм. 2][16].
- 2008 — «Золотой дракон» за репортажи о китайском народе — награда «Самый влиятельный человек»[комм. 3][17][18][19].
- 2010 — конференция международного кинофестиваля «Фантазия» — приз «Легендарная суперзвезда кунг-фу»[1][20].
- 2015 — вошёл в «Двадцатку лучших звёзд кунг-фу в Китае» по версии издания China Daily[1].

## Личная жизнь
В 1975 году Люн женился на гонконгской певице Ирен Райдер, у них родилась дочь. Однако из-за частых поездок в материковый Китай по работе, он редко общался с женой и дочерью, что привело к их разводу в 1980 году.
Летом 1994 года старшая сестра Люна приехала к нему в Шэньчжэнь и познакомила его с 26-летней северо-восточной китаянкой по имени Сун Сян. Через полгода он и Сун Сян снова встретились, Люн взял ее на работу в свой отель «Baolong» в качестве менеджера этажа. В 1995 году Люн и Сун поженились в этом отеле, у них родились дочь и сын. Их дети с раннего возраста занимаются боевыми искусствами.
Брюс Люн является старшим из двенадцати братьев и сестёр, среди которых киноактёр Лён Сапъят и кинорежиссёр Лён Сиухyн, который также является и его учеником по боевым искусствам и кинематографу.